# Lukas Nagl
Lukas Nagl (* 1987 in Schörfling am Attersee) ist ein österreichischer Koch, der 2023 zum  Gault Millau-Koch des Jahres ausgezeichnet wurde.

## Werdegang
Nagl hatte Stationen in der Schweiz, in New York und im Restaurant Steirereck bei Heinz Reitbauer in Wien. Er recherchiert gern im Ausland über die Fischzubereitung, so zum Beispiel in Japan und auf Sansibar.
2010 wurde Nagl Küchenchef der Traunseehotels und im Restaurant Bootshaus in Traunkirchen.
Nagl ist Vater von drei Kindern.

## Auszeichnungen
2023: Gault Millau-Koch des Jahres: „In dieser Disziplin, dem Fokus auf den See, hat es Lukas Nagl in den letzten zehn Jahren zu wahrer Meisterschaft gebracht. Heute mit 35, wirkt er angekommen. Ein entspannter, sympathischer und fokussierter Küchenchef, der weiß, was er kann und kompromisslos seinen Weg geht.“

## Publikation
- Salzkammergut: Das Kochbuch. Brandstätter Verlag, März 2020, ISBN 978-3-7106-0355-6.
- Der Fischer und der Koch: Die neue heimische Fischküche. Servus Verlag, Salzburg, Wien 2023, ISBN 978-3-7104-0336-1.
- Fisch gegrillt. Servus Verlag, Salzburg, Wien 2024, ISBN                       978-3-7104-0382-8.